# Oxymetazoline
Oxymetazoline is een geneesmiddel dat het neusslijmvlies doet ontzwellen. Het vernauwt de bloedvaatjes in het neusslijmvlies. Het wordt gebruikt bij neusverkoudheid, middenoorontsteking en bijholteontsteking.

## Werking
In de neus gebracht, doet oxymetazoline het neusslijmvlies ontzwellen. Dit vergemakkelijkt de afvoer van vastzittend slijm. Men kan weer beter door de neus ademen. Ook de doorgang tussen middenoor en neusholte wordt wijder. Omwille hiervan wordt dit soort neusdruppels ook wel voorgeschreven bij een middenoorontsteking, om de pijnlijke druk in het middenoor op te heffen.

## Nevenwerkingen
- Soms
  - Prikkelend gevoel, niezen en droge neus en keel
  - Hartkloppingen (als er vaak te veel oxymetazoline in het lichaam terechtkomt)
  - Bij gebruik langer dan vijf dagen achter elkaar of vaker dan eens per maand: voortdurend verstopte neus
- Zelden
  - Overgevoeligheid voor het conserveermiddel
  - Bij porfyrie kan door dit middel een aanval uitgelokt worden.

## Wisselwerkingen
Als α-receptor agonist induceert het vasoconstrictie, wat kan leiden tot een verhoogde bloeddruk. Daarom moet men behoedzaam wanneer men bijvoorbeeld gebruik maakt van antihypertensiva.

## Voorschrift
Nooit langer dan vijf dagen achtereen gebruiken.